# Emil Olm
Emil Olm (* 12. November 1869 in Sachsenhausen, Großherzogtum Weimar; † nicht zu ermitteln) war ein deutscher Politiker (USPD/SPD). Er war Abgeordneter des Preußischen Landtages.

## Leben
Olm besuchte die Volksschule und erlernte den Beruf des Töpfers und Ofensetzers. Er arbeitete später als Werkmeister in einer Ofenfabrik in Velten (Mark).
Olm war zunächst Mitglied der Sozialdemokratischen Partei Deutschlands (SPD) und wechselte 1917 zur Unabhängigen Sozialdemokratischen Partei Deutschlands (USPD). 1922 kehrte er mit dem rechten Flügel der USPD zur SPD zurück. 
Olm war Gemeindeverordneter in Velten sowie von Februar 1921 bis Dezember 1924 für den Wahlkreis 4 (Potsdam I) Mitglied des Preußischen Landtages.